# Shah Amanat International Airport
Shah Amanat International Airport är en flygplats i Bangladesh. Den ligger i den sydöstra delen av landet, 220 km sydost om huvudstaden Dhaka. Shah Amanat International Airport ligger 3 meter över havet.
Terrängen runt Shah Amanat International Airport är mycket platt. Havet är nära Shah Amanat International Airport åt sydväst. Runt Shah Amanat International Airport är det mycket tätbefolkat, med 1 411 invånare per kvadratkilometer.. Närmaste större samhälle är Chittagong, 10,0 km norr om Shah Amanat International Airport.